# 蒙哥馬利 (愛荷華州)
蒙哥馬利（英語：Montgomery）是位於美國愛荷華州迪金森縣的一個非建制地區。該地的人口約為10,000人。而面積則未知。

## 地理
蒙哥馬利所處的海拔為高於海平面444米（即1457英呎），而該地所採用的時區為UTC-6，即北美中部時區（CST）。同時該地設有夏令時間，為UTC-6調快一小時，即UTC-5（CDT）。